# Bogumił Dawison
Bogumil Dawison (Varsavia, 1818 – Dresda, 1872) è stato un attore teatrale polacco.
Dopo aver frequentato la Scuola Drammatica di Varsavia, debuttò nel 1837 al Teatro Wielki, ma ottenne il primo vero successo nel 1845 con l'Amleto di william Shakespeare.
In trent'anni di carriera Dawison portò sulle scene 500 personaggi, recitando in tedesco, polacco, inglese e francese. Goffo ed impacciato agli inizi della carriera, divenne presto una delle stelle del teatro tedesco.